# لیو کینگ (شاهزاده)
لیو کینگ (۷۸ تا ۱۰۶) رسماً شاهزاده شیائو کینگهه یا امپراتور شیائوده یکی از اعضای دودمان سلطنتی هان و پدر امپراتور آن هان بود. او برادر امپراتور هه و پسر امپراتور ژانگ بود.